# محمد عمر (سیاستمدار)
محمد عمر (زاده: ۱۳۳۳ ولسوالی قندوز، قندوز - درگذشتهٔ: ۱۶ میزان (مهر) ۱۳۸۹ طالقان، تخار) سیاست‌مدار افغانستانی و نماینده مردم کوچی در دوره پانزدهم مجلس نمایندگان افغانستان بود. وی در اثر انفجار در مسجدی در شهر طالقان، تخار در تاریخ ۱۶ میزان/مهر ۱۳۸۹ کشته شد.

## زندگی‌نامه
محمد عمر متولد ۱۳۳۳ از ولسوالی قندوز ولایت قندوز افغانستان بود. وی فارغ‌التحصیل دارالمعلمین قندوز است اما به دلیل هجوم نیروهای شوری تحصیلات عالی وی ناتمام ماند.

## دیگر فعالیت‌ها
- والی قندوز.[۱]
- تجارت.[۱]
- آمر/مدیر بخش مالی حزب جمعیت اسلامی افغانستان.[۱]

## ترور
محمد عمر در اثر انفجار در مسجدی در شهر طالقانِ ولایت تخار کشته شد. علت انفجار مواد منفجره‌ای بود که در مسجد کارگذاری شده بود و هنگامی که وی برای ادا نماز جمعه به مسجد حضور یافته بود منفجر شد.